# Diaspora (antropologie)

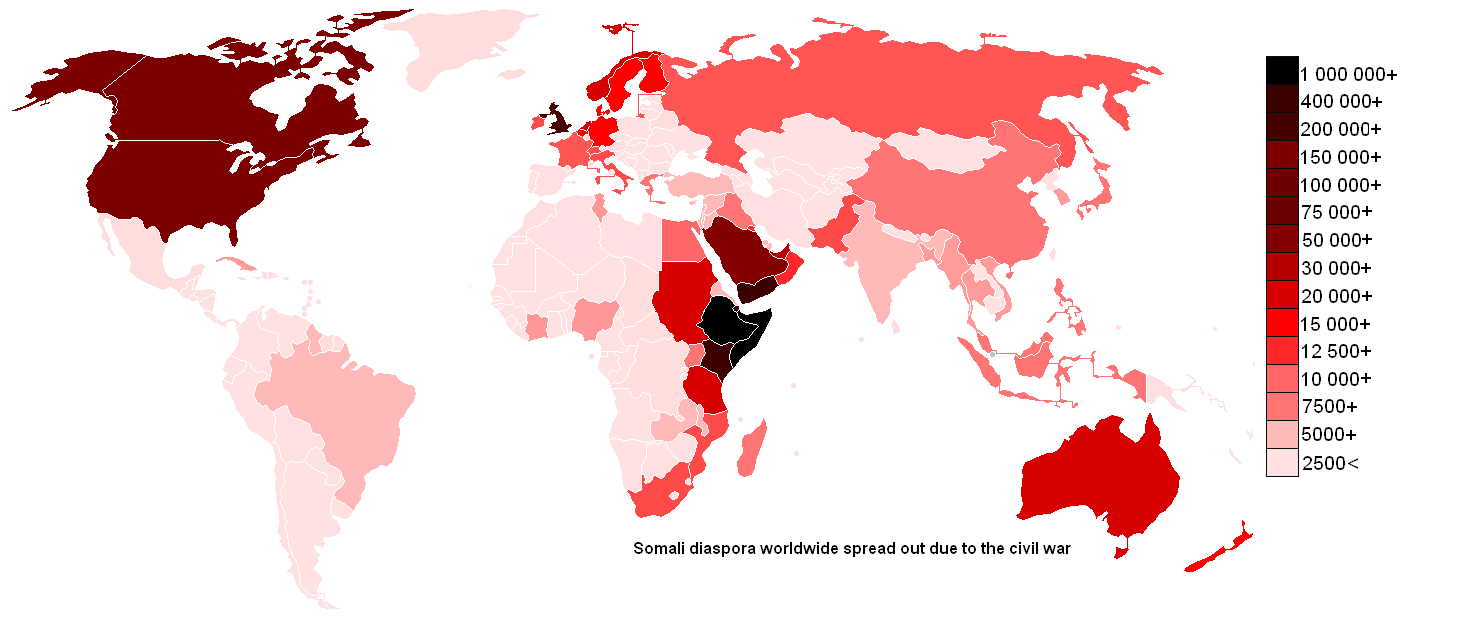
Kaart van de Somalische diaspora

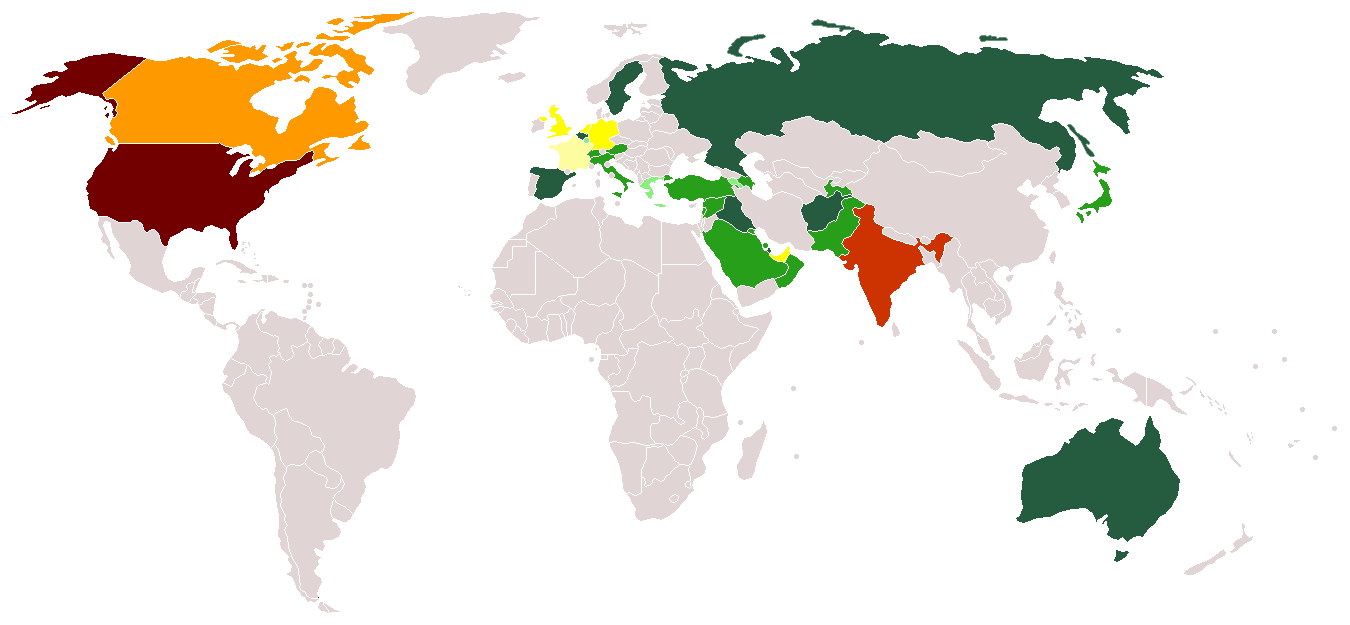
Kaart van de Perzische diaspora

Een diaspora (naar Oudgrieks διασπορά; verstrooiing, uitzaaiing; de klemtoon ligt op de eerste a) is een grootschalige verspreiding van een volk over verschillende delen van de wereld.
De Joodse diaspora die begon met de ondergang van het koninkrijk Juda in 586 v. Chr. was eeuwenlang de enige connotatie van het woord.
Ook veel andere volkeren hebben een diaspora meegemaakt. Hierna worden slechts enkele genoemd die betrekkelijk vaak in de antropologische literatuur voorkomen.

## Afrikaanse diaspora

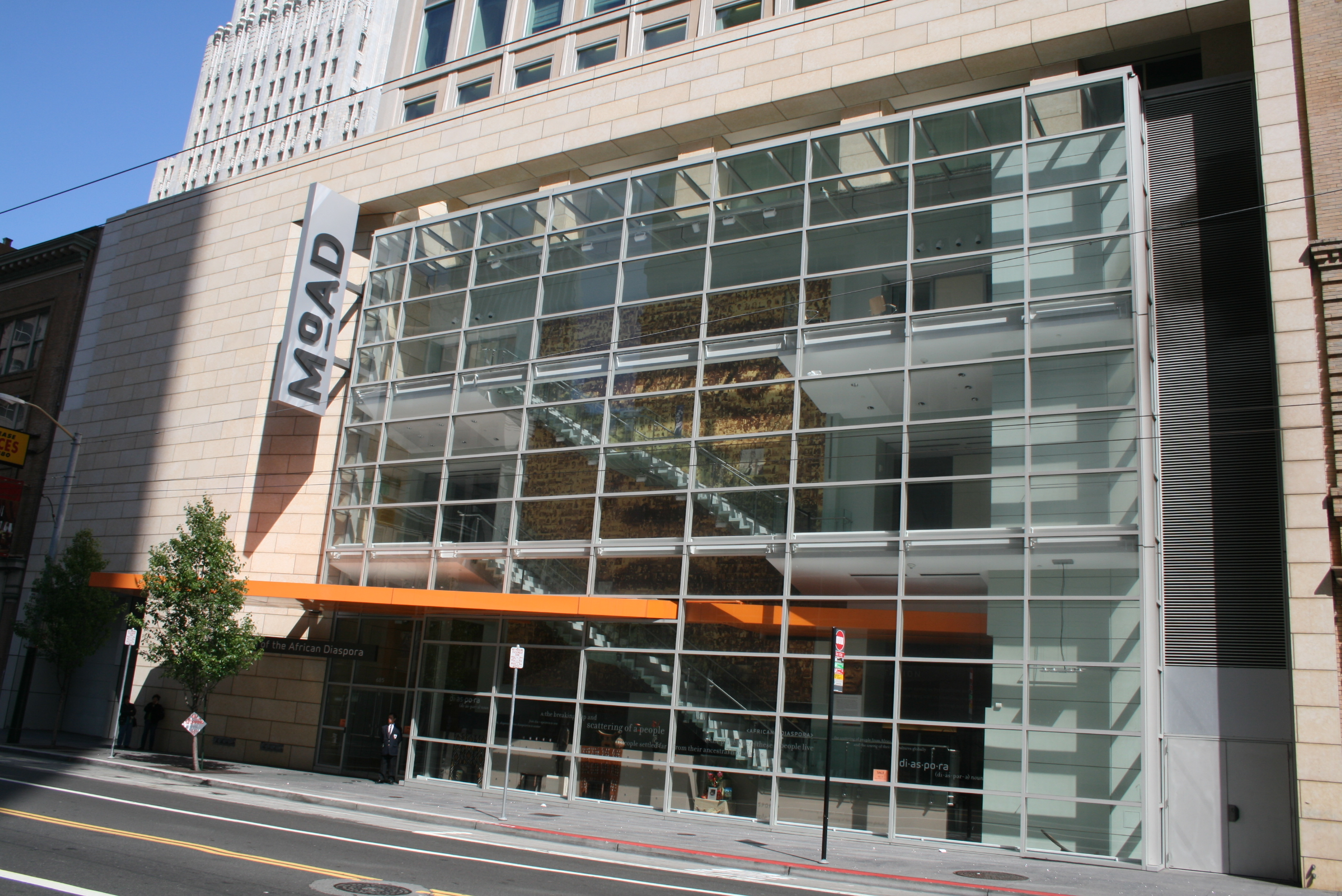
Museum of the African Diaspora in de Amerikaanse stad San Francisco

De Afrikaanse diaspora is de verspreiding van mensen uit Afrika over de hele wereld als gevolg van de slavenhandel en, in post-koloniale tijden, door emigratie om economische of politieke redenen.

## Albanese diaspora
Migratie van de Albanese Kosovaren naar West-Europa, Turkije en de V.S. tussen de jaren 1940 en 1980. De Albanese Kosovaren die in het buitenland werkten, moesten 3% van hun loon afstaan om de sociale zorg van Kosovo te ondersteunen. Deze sociale zorg was volledig onafhankelijk van het Servische bestuur.

## Armeense diaspora
Er is al Armeense emigratie bekend uit de veertiende eeuw toen Cilicisch-Armenië door de mammelukken ten val werd gebracht. Aan het eind van de 19e eeuw vonden er in het Ottomaanse Rijk pogroms plaats, honderdduizenden Armeniërs werden daarbij gedood en velen vluchtten naar andere landen. In 1915 kwam het tot de Armeense genocide die verdere verstrooiing veroorzaakte zodat een grote diaspora ontstond.

## Chinese diaspora
Ten tijde van Qin Shihuang leefden de meeste Han-Chinezen in het Centraal-Chinese gebied Zhongyuan. Na zijn veroveringen in het zuiden begon de Chinese diaspora die tot op heden voortduurt. Sinds de laatste honderd jaar zijn de Chinezen in bijna elke uithoek van de wereld te vinden. In de Chinese cultuur wordt dan ook wel gesteld: waar mensen wonen, wonen ook Chinezen, de overzeese Chinezen.

## Griekse diaspora
De Griekse diaspora strekt zich uit naar onder meer de Verenigde Staten, West-Europa en Australië.

## Indiase diaspora
De Indiase diaspora begon in de 19e eeuw toen vanuit Brits-Indië contractarbeiders naar veel plaatsen binnen en buiten het Britse Rijk trokken; daardoor zitten er nu nog steeds mensen van Zuid-Aziatische afkomst onder andere in Oost-Afrika, Zuid-Afrika, Mauritius, de Fiji-eilanden en het Caraïbische gebied. Ook het ronselen en verschepen van ongeveer 35.000 Hindoestanen naar Suriname in de periode 1873-1916 valt hieronder. Na de onafhankelijkheid van Suriname vertrokken er velen naar Nederland.
Deze diaspora leidt soms tot spanningen, zoals op de Fiji-eilanden, waar de Indiërs talrijker zijn dan de autochtone bewoners, die de politieke controle willen behouden, en in Oost-Afrika, waar zij niet altijd populair zijn vanwege hun onevenredig sterke positie in het zakenleven. Dit leidde zelfs tot een massale uitwijzing van Indiërs, in 1968 vanuit Kenia en in 1972 vanuit Oeganda. Terugkeer naar het onafhankelijke India bood hen, evenals de Surinaamse Hindoestanen, te weinig uitzicht op een redelijk bestaansniveau; de meesten zijn naar Zuid-Afrika, Canada, of naar het Verenigd Koninkrijk gemigreerd. De instroom van tienduizenden Indiërs in 1968 in het Verenigd Koninkrijk was de directe aanleiding tot de beruchte rivieren van bloed-rede van de conservatief-nationalistische politicus Enoch Powell.

## Indische diaspora
Na de capitulatie van Japan op 15 augustus 1945 werden de Jappenkampen opgeheven. Dat betekende echter, dat de geïnterneerden en krijgsgevangenen in Nederlands-Indië niet vrij waren. Fanatieke aanhangers van de gedachte, dat er een vrije staat Indonesië moest komen voor alleen inheemse bevolking, hitsten jongeren uit de kampongs op te strijden voor deze vrijheid en de Europeanen, van wie er velen in de Jappenkampen zaten, tot vijand te verklaren. Ook milities werden gevormd uit groeperingen, die onder de Japanners hadden gediend. Op 17 augustus 1945 werden de gematigde nationalisten Soekarno en Hatta door pemoeda's gedwongen de Vrijheidsverklaring voor de Staat Indonesië op te stellen en te proclameren. Hier begon de Bersiap-periode. De Japanners, die nog steeds bij de kampen aanwezig waren, werd door het op dat moment Britse gezag opgedragen de geïnterneerden tegen deze lieden te beschermen. Buiten de kampen vielen door moorden echter veel slachtoffers onder de Europeanen en werden vernielingen op hun eigendommen aangericht. Omdat het gezag van Nederlandse zijde nog niet direct kon worden gewaarborgd, werden vrijwilligerstroepen vanuit Nederland naar Nederlands-Indië verstuurd. Deze konden in 1945 de gemoederen tijdelijk in bedwang hoeden, maar na korte tijd van betrekkelijke rust, braken wederom opstanden uit onder de inheemse bevolking, waarop de Nederlandse regering besloot de orde te handhaven met de zogenoemde Politionele acties in 1947. De ondertussen weer in hun bestaan opgeklommen Europese bevolking, die grotendeels bestond uit Indische Nederlanders en Nederlanders (‘Hollanders’), en die evenals voor de Japanse bezetting woonde in de steden, voelde zich onder deze omstandigheden niet meer veilig en thuis in hun (geboorte)land en door de op handen zijnde soevereiniteitsoverdracht die in 1949 plaatsvond, en vluchtte gedurende de jaren tussen 1945 en 1950 voor een groot deel naar Nederland, Canada, Brazilië, Australië, Nieuw-Zeeland en de Verenigde Staten, waar zij Amerindo's worden genoemd. Na de dekolonisatie van Nederlands-Indië en de oprichting van de Republiek Indonesië waren er anderen die bleven en hoopten op een bestaan op te kunnen bouwen onder de Indonesische regering, en op het opgaan in de Indonesische bevolking. Zij werden echter in 1958 door Indonesië voor de keus gesteld het Indonesisch staatsburgerschap te aanvaarden, als zij dat nog niet hadden gedaan, of te vertrekken, en vertrokken alsnog naar deze landen, omdat zij nog steeds als (afstammelingen van) kolonisators gezien werden door de Indonesische bevolking en zich daardoor niet langer gewenst voelden. In Nederland werd deze groep spijtoptanten genoemd. Ten slotte voelde een groot aantal zich in Nederland door de sociale controle, discriminatie en strakke regelgeving ook daar niet thuis en kozen voor emigratie naar een van de eerder genoemde landen.

## Javaanse diaspora
De Javaanse diaspora betreft die van Javanen buiten Java. Het gaat om Javanen binnen Indonesië, als gevolg van het transmigrasiproject van de Indonesische overheid, en Javanen buiten Indonesië. Door de geschiedenis heen zijn grote groepen Javanen als arbeiders uit Java vertrokken, bijvoorbeeld naar het huidige Maleisië, Singapore en Nieuw-Caledonië. Deze migratie gebeurde vaak in meer of mindere mate onvrijwillig. Arbeiders werden misleid, misbruikt en soms zelfs tot slaaf gemaakt. Ook vandaag de dag nog werken vele Javanen als gastarbeiders, bijvoorbeeld in Taiwan of Saoedi-Arabië.

### Javaanse Surinamers
Een bekende groep in de Javaanse diaspora zijn de Javaanse Surinamers: afstammelingen van Javaanse contractarbeiders (en vrije migranten) die in de periode 1890-1939 naar Suriname kwamen en daar bleven. Vanuit Suriname vond later (vooral rond de onafhankelijkheid van Suriname) een secundaire migratie plaats, zodat ook buiten Suriname grotere groepen Javaanse Surinamers leven, vooral in Nederland, Frans-Guyana en op Sumatra.

## Joodse diaspora

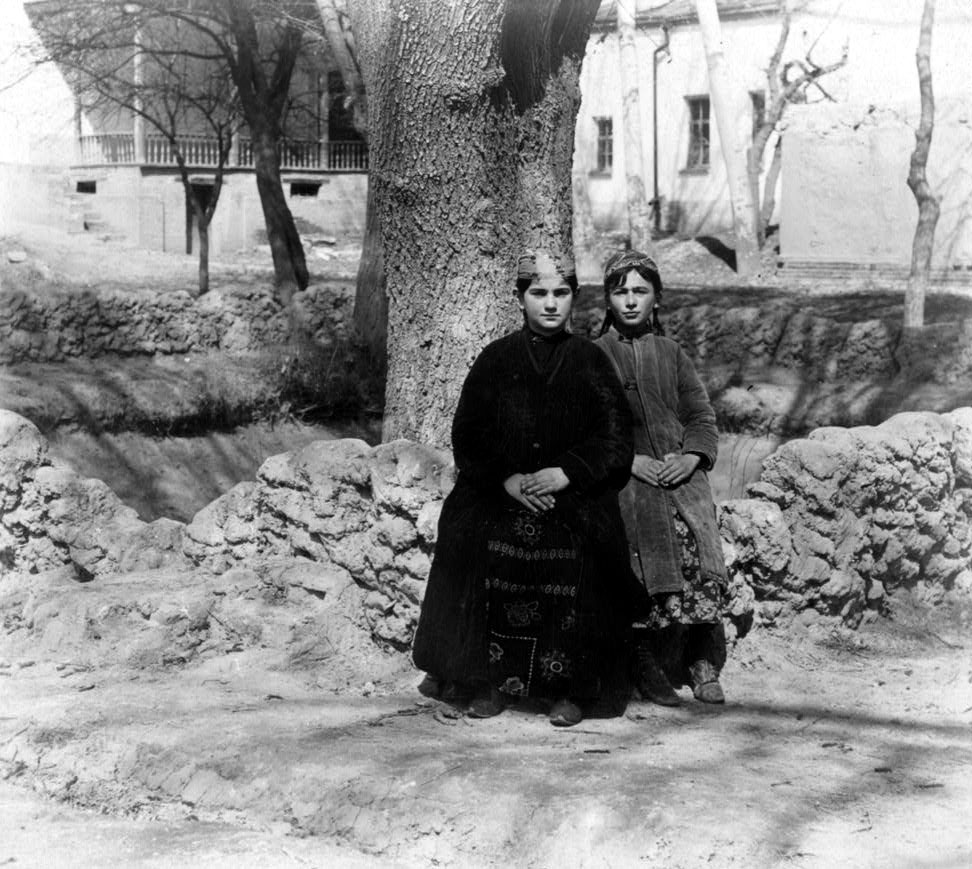
Twee Joodse meisjes in Samarkand rond 1900

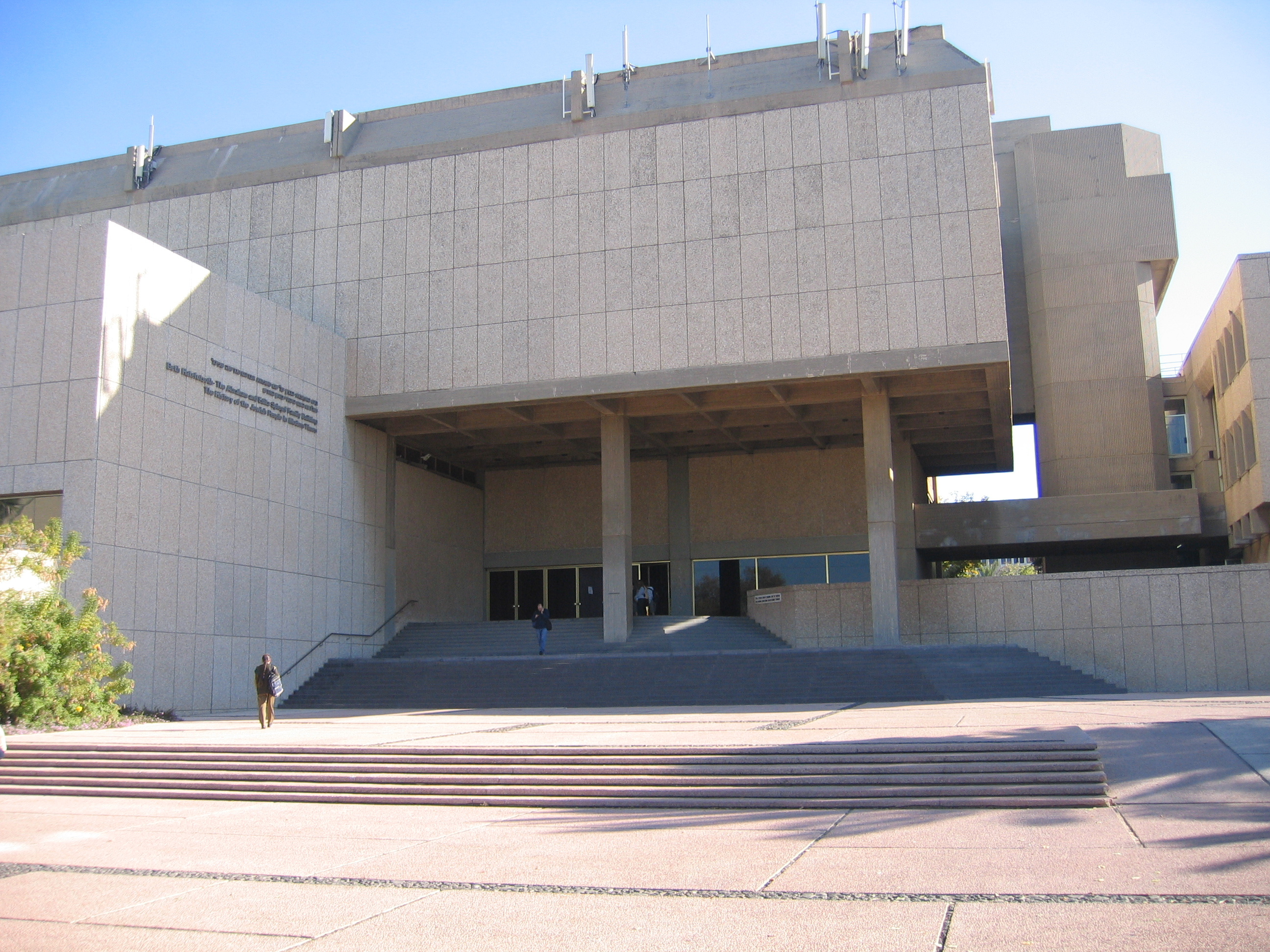
Beth Hatefutsoth, het museum van de Joodse diaspora, in Tel Aviv

In Joodse context betekent het woord diaspora de eerste verstrooiing van het Joodse volk over de antieke wereld van het Midden-Oosten als gevolg van de vernietiging van de eerste Tempel van Jeruzalem rond 587 v.Chr. door de Babyloniërs. De grootste verspreiding, en nu over bijna de gehele wereld, namelijk Noord-Afrika, Europa, Azië en, na de middeleeuwen, Amerika begon echter na de mislukte Joodse opstand in 135 na Chr., die door Julius Severus werd neergeslagen. Kenmerkend was bij deze verspreiding dat men vrijwillig vertrok om elders een nieuw bestaan op te bouwen. De moderne beweging die de Joodse diaspora wil beëindigen is het zionisme, dat ontstond in de 19e eeuw, met destijds als belangrijkste woordvoerder Theodor Herzl.

## Katholieke diaspora
De situatie van de rooms-katholieken in het noorden van Nederland wordt wel beschouwd als katholieke diaspora. Dit geldt in het bijzonder voor het huidige bisdom Groningen, omdat de katholieken in Noord-Nederland een kleine minderheid vormen. Ze zijn echter niet uit hun oorspronkelijk woongebied verdreven of vertrokken, zodat de term diaspora onterecht is.

## Orthodoxe diaspora
De orthodoxe diaspora is de verspreiding van oosters orthodoxe Christenen vanaf de 20e eeuw. Buiten de van oorsprong oosterse patriarchaten zijn er nu overal ter wereld orthodoxen. Orthodoxen verlieten van oorsprong orthodoxe landen en trokken naar niet-orthodoxe landen in West-Europa, Amerika en Australië. Als gevolg hiervan verspreidde de orthodoxie zich over de gehele wereld. De orthodoxe diaspora is nu eigenlijk een foute term. Orthodoxen in West-Europa, Amerika en Australië waren van oorsprong afkomstig uit Oost-Europa en het Midden-Oosten, toen was de term juist. Maar toen de tweede generatie opgroeide, merkten zij dat ze deel uitmaakten van het land waar ze woonden en dat ze geen immigranten meer waren. De orthodoxe kerken zijn in deze landen, waaronder in Nederland, nog steeds georganiseerd als kerken in de diaspora.

## Sloveense diaspora
Term die in de Sloveense literatuur gebruikt wordt voor verschillende emigratiegolven.

## Surinaamse diaspora
Surinaamse diaspora verwijst naar groepen van gemigreerde Surinamers en opvolgende generaties die zich verwant voelen met hun Surinaamse herkomst. Begin 21e eeuw woont circa veertig procent van de eerste en tweede generatie Surinamers buiten Suriname. Geografisch bevinden zij zich vooral in Nederland, en verder in de Cariben, België, Frans-Guyana en de Verenigde Staten.